# La Haye-du-Puits
La Haye-du-Puits település Franciaországban, Manche megyében. Lakosainak száma 1468 fő (2018. január 1.). La Haye-du-Puits Neufmesnil és Angoville-sur-Ay községekkel határos.

## Népesség
A település népességének változása:
| Lakosok száma | 1637 | 1632 | 1714 | 1912 | 1882 | 1713 | 1547 | 4187 | 1475 | 1468 |
|               | 1962 | 1968 | 1975 | 1990 | 1999 | 2008 | 2013 | 2016 | 2017 | 2018 |